# Jeleznodorojnîi
Jeleznodorojnîi (în rusă Железнодорожный) este un oraș situat în partea central-vestică a Federației Ruse în Regiunea Moscova, la est de Moscova. La recensământul din 2010 avea o populație de 131.729 locuitori. Orașul este o stație de cale ferată pe linia Moscova - Vladimir - Nijni Novgorod

## Istoric
Jeleznodorojnîi a fost fondat în 1861 ca așezare care deservea stația de cale ferată cu numele Obiralovka. Din 1938 poartă numele actual, iar din 1952 i-a fost acordat statutul de oraș. În anii '60 localitățile Kucino, Savino, Temnikovo și Sergheievka au fost anexate orașului.

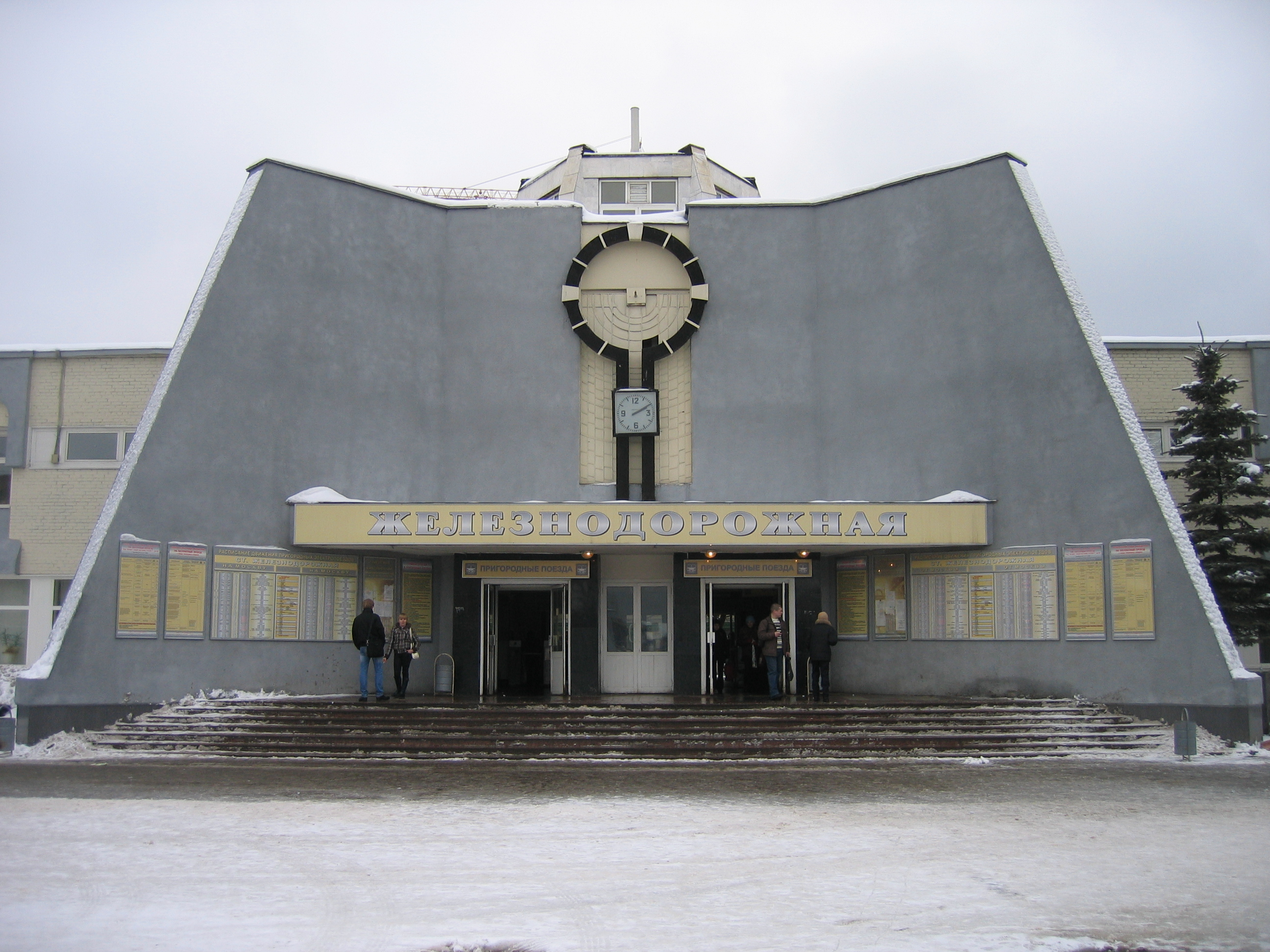
Gara de Jeleznodorojnîi
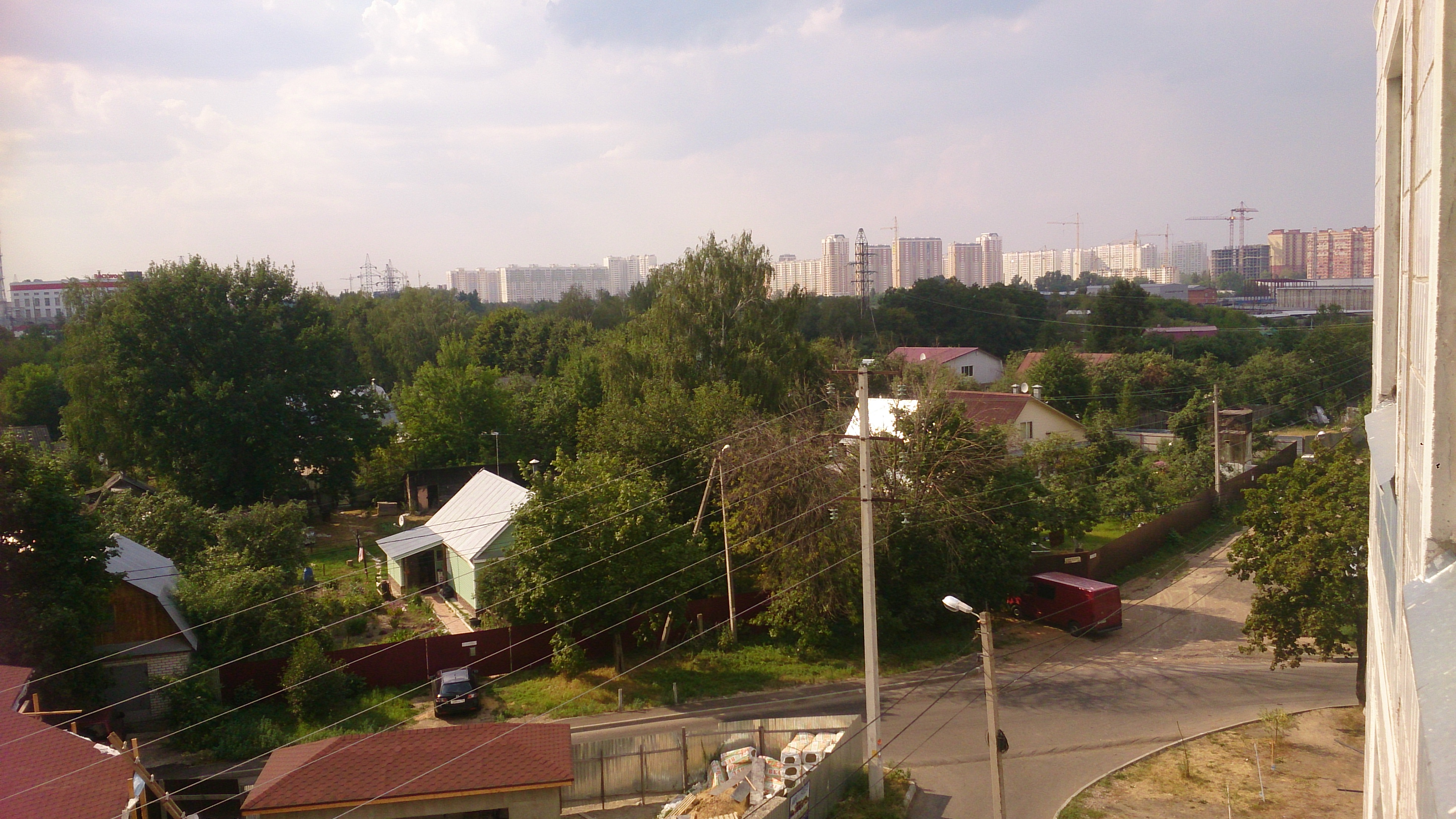
Zonă rezidențială Sawwino